# Navantia
Navantia — испанская судостроительная компания, специализирующаяся как на военном, так и на гражданском судостроении. Пятая крупнейшая судостроительная компания в Европе и девятая в мире.

## История
История компании начинается в 1717 году с созданием военных верфей в Сан-Фернандо (Arsenal de la Carraca, Кадисский залив, 1717 год), Картахене (1731 год) и Ферроле (1750 год).
В 1888 году на верфи в Кадисе была построена первая в мире полностью электрическая подводная лодка «Пераль». В 1908 году эти 3 верфи стали частью компании Sociedad Española de Construcción Naval, которая также владела гражданскими верфями в Матагорде и Сестао.
После окончания Гражданской войны в Испании государство взяло под контроль военные верфи, а в 1947 году создало на их основе госкомпанию Empresa Nacional Bazán.
В 2000 году Bazán была объединена с компанией Astilleros Españoles S.A. (AESA) в компанию IZAR. В 2005 году IZAR была преобразована в компанию Navantia. Целью создания Navantia было отделение военного сектора судостроения от гражданского, который был частично приватизирован. Кроме того, компания IZAR находилась в кризисе с момента вхождения Испании в Евросоюз.
В 2012 году компания получила контракт на обслуживание эсминцев типа «Арли Бёрк» ВМС США, базирующихся в Испании.

## Деятельность
Верфи:
- Кадисская бухта — самый большой в Европе сухой док, способный принимать суда до 370 м в длину и 60 м в ширину, используется в основном для ремонта и модернизации криузных лайнеров[5].
- Арсенал в Картахене — производство и ремонт военных кораблей и подводных лодок.
- Эль-Ферроль — две верфи, производство судов и военных кораблей, а также морских ветрогенераторов[6].

## Реализованные проекты
- 1981—1983 — патрульные корабли типа «Мантилья», 5 единиц.
- 1988 — авианосец «Принсипе де Астуриас»
- 1997 — авианосец «Чакри Нарубет»
- 2005—2010 — универсальный десантный корабль «Хуан Карлос I»
- 2006—2011 — фрегаты типа «Фритьоф Нансен», 5 единиц.
- 2006—2011 — патрульные корабли типа «Гуайкамакуто», 4 единицы
- 2008—2012 — патрульные корабли типа «Гуайкери», 4 единицы.
- 2000—2012 — фрегаты типа «Альваро де Базан», 5 единиц.

## Текущие проекты
- 2005 — по н.в. — подводные лодки типа S-80[англ.], производимые для испанского флота и на экспорт[7].
- 2022 — по н.в. — фрегаты типа F110[8].